# Cyperus spectabilis
Cyperus spectabilis är en halvgräsart som beskrevs av Heinrich Friedrich Link. Cyperus spectabilis ingår i släktet papyrusar, och familjen halvgräs.

## Underarter
Arten delas in i följande underarter:
- C. s. jujuyensis
- C. s. spectabilis